# Valentin de Ratibor
Valentin de Ratibor dit Valentin le Bossu (également connu comme Valentin de Troppau-Ratibor; et en allemand Valentin der Bucklige;  tchèque : Valentýn Hrbatý; (né vers 1485 mort le 13 novembre 1521) fut duc de Ratibor d'abord de 1493 à 1506 conjointement avec ses frères  Nicolas VII et Jean VI puis seul duc de 1507 jusqu'à sa mort. Il est le dernier représentant en ligne masculine de la lignée des  Přemyslides de Silésie.

## Origine
Valentin et le 3e fils de Jean V de Ratibor et de Magdeleine († 1501), une fille du duc Nicolas Ier d'Opole Il succède à son père conjointement avec ses deux frères ainés Nicolaus VII (IV) et Jean VI (IV) comme duc de Ratibor. Après la dispartion quasi simultanée de ses deux frères au cours de l'année 1506 Valentin en 1507 demeure l'unique souverain du duché de Ratibor. Le règne de ce duc physiquement contrefait est essentiellement consacré à l'organisation de sa succession.

## Succession
En 1511 il confirme avec son oncle maternel Jean II d'Opole le pacte de succession mutuelle conclu entre ce dernier et son père lors de son mariage en 1478. Ce contrat avait été confirmé à l'époque par le roi Mathias Corvin. Valentin obtient la même année du roi Vladislas de Bohême et de Hongrie le droit de choisir librement soin successeur. En  1512 un nouveau pacte successoral mutuel est confirmé par le roi Vladislas IV de Bohême. En ce qui concerne le duché d'Opole il doit  revenir en cas de disparition sans enfant de Jean II d'Opole à Georges de Brandebourg-Ansbach, neveu par sa mère Sophie Jagellon du roi de Bohême. En cas de décès sans enfant de Valentin son duché sera dévolu à Jean II d'Opole, lui-même célibataire.

## Décès
Valentin ne se marie pas et n'a donc pas de descendant à son décès en 1521, le duché de Ratibor échappe aux Přemyslides dont il est le dernier descendant pour faire retour à la lignée des Piast de Silésie en la personne de Jean II d'Opole. Son corps est inhumé dans l'église des dominicains de Ratibor. Symboliquement pour montrer qu'il était le dernier de sa lignée son épée est rituellement  brisée et déposée sur son cercueil. Le duché de Ratibor revient à Jean II d'Opole.